# Казковий Патруль
Казковий Патруль — український багатосерійний анімаційний серіал, створений компанією «Арт-Відео» за допомогою 3D анімації. Мультсеріал транслювався на каналі ТЕТ.

## Сюжет
Королівська таємна поліція працює над розкриттям дивовижних справ, героями яких є тварини. У кожній з понад чотириста серій суперагенти у формі детективного розслідування розповідають про різноманітних живих істот, подорожуючи від глибин океану до найвищих вершин. З Казковим Патрулем ви побуваєте у всіх куточках світу. Сам серіал — унікальна анімаційна енциклопедія, в якій, крім основного сюжету, подається фотодосьє й короткий опис життя та поведінки тварин, більшість з яких досі були маловідомі не тільки дітям, а й дорослій аудиторії. Хто будує будинки під водою, хто найбільший, найдовший і найшвидший, хто мешкає разом з нами у домівках — відповідь на ці і ще на безліч питань знайдуть агенти на чолі з шефом Колобком.

## Персонажі
- Шеф — Колобок
- Суперагент Лисиця
- Суперагент Кіт
- Суперагент Ведмідь
- Помічник шефа — Камера